# Fosse jugulaire
La fosse jugulaire est une dépression profonde de la face inférieure de la partie pétreuse de l'os temporal.

## Description
La fosse jugulaire est située en arrière de l'ouverture externe du canal carotidien et de l'aqueduc de la cochlée.
Dans la crête osseuse séparant le canal carotidien de la fosse jugulaire se trouve le canalicule tympanique donnant passage au nerf tympanique.
Dans la partie latérale de la fosse jugulaire se trouve le canalicule mastoïdien pour l'entrée du rameau auriculaire du nerf vague.
Derrière la fosse jugulaire se trouve une zone quadrilatère recouverte de cartilage à l'état frais qui s'articule avec le processus jugulaire de l'os occipital.

### Variation
La fosse jugulaire varie en profondeur et en taille d'un individu à l'autre.

## Rôle
La fosse jugulaire loge le bulbe de la veine jugulaire interne.

## Aspect clinique
Des fosses jugulaires de forme anormale peuvent causer des troubles auditifs ou de l'équilibre. S'il se trouve près de la cochlée, il peut provoquer des acouphènes. Une fosse jugulaire haute peut être la cause d'une maladie de Ménière.

## Galerie

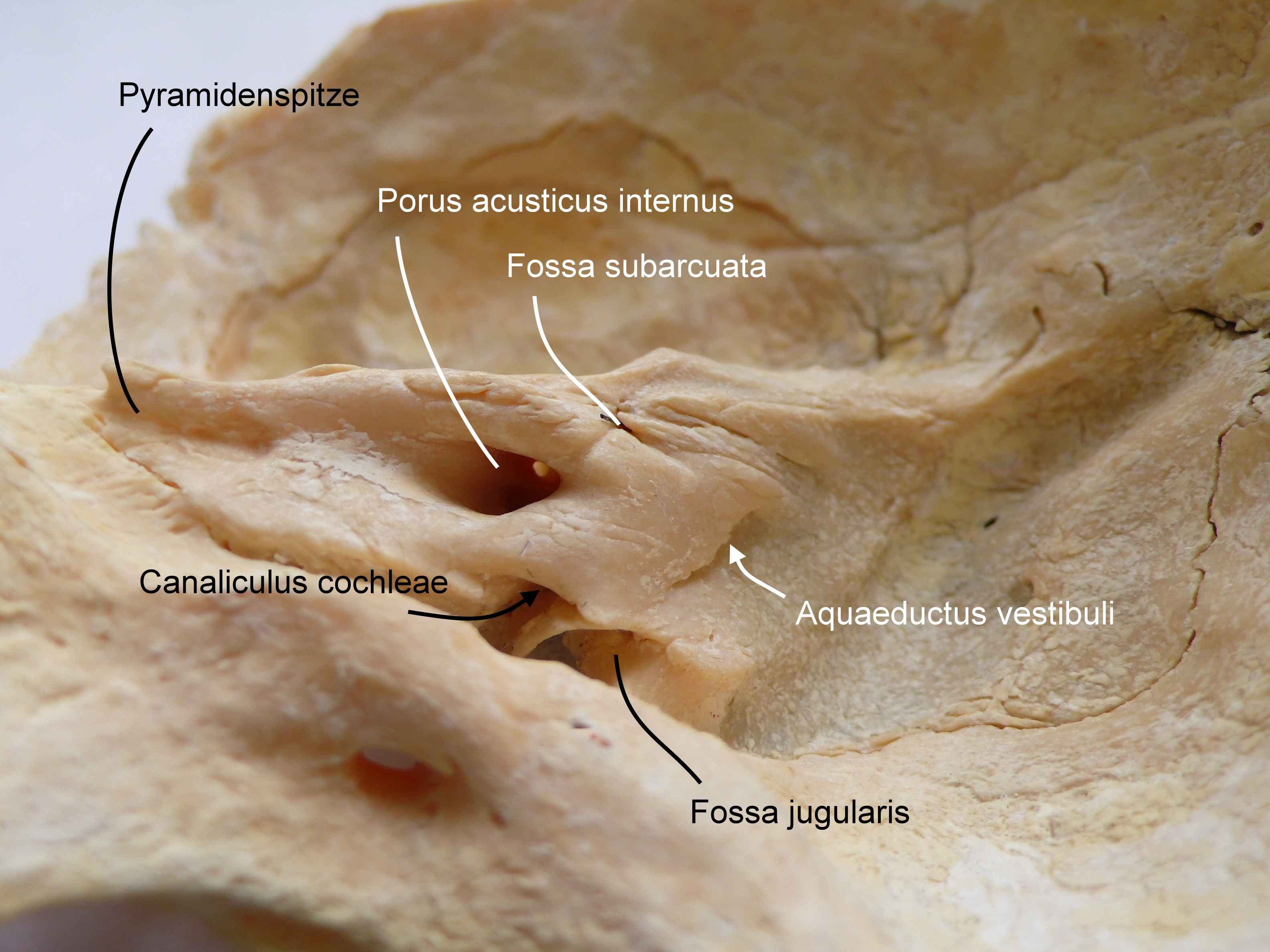
La fosse jugulaire (fossa jugularis) sur une vue inférieure de l'os temporal.